# Insula in mari nata
Insula in mari nata è un'espressione in lingua latina, che significa letteralmente "isola nata nel mare". È tale l'isola emersa dalla superficie del mare, considerata res nullius, e ritenuta occupabile da chi per primo vi ponesse piede.

## Il regime giuridico
Nel Digesto giustinianeo, in un passo tratto dal libro II delle Res cottidianae di Gaio, si comprende meglio quale sia il regime giuridico dell'insula in mari nata:
(Digesto 41.1.7.3)
Secondo quanto riportato l'insula in mari nata sarebbe, come notato in precedenza, res nullius, e quindi occupabile dal primo che vi giungesse, che ne acquisiva così il dominium ex iure Quiritium, ossia la proprietà (come in tutti i casi di occupatio di una res nullius).
Quindi, la disciplina giuridica di questo caso è ben diversa da quella dell'insula in flumine nata, fattispecie piuttosto simile. In quel caso, infatti, è possibile l'acquisto per accessione, secondo i criteri dell'alveus derelictus: sostanzialmente, il dominium spetta al proprietario del fondo che comprende la riva più vicina all'isola. Questo nel caso di isola sorta dalla superficie del mare non è possibile, perché è impedito dal litus maris, la battigia, che era res publica e come tale res extra commercium che non poteva appartenere a nessun privato cittadino, a differenza delle rive dei fiumi, comprese nella proprietà dei fondi.

### Dispute interpretative
Il testo giustinianeo, tuttavia, ha sollevato molti dubbi in alcuni romanisti. Secondo costoro, infatti, proprio il carattere di res publica del litus maris impedirebbe di considerare l'insula in mari nata come semplice res nullius, ma piuttosto anch'essa come una res publica, appartenente al populus nel suo complesso: dunque non sarebbe possibile un'occupazione da parte di chi per primo arrivi, perché si tratterebbe di ager publicus, nella disponibilità collettiva.